# Sedia dell'amore

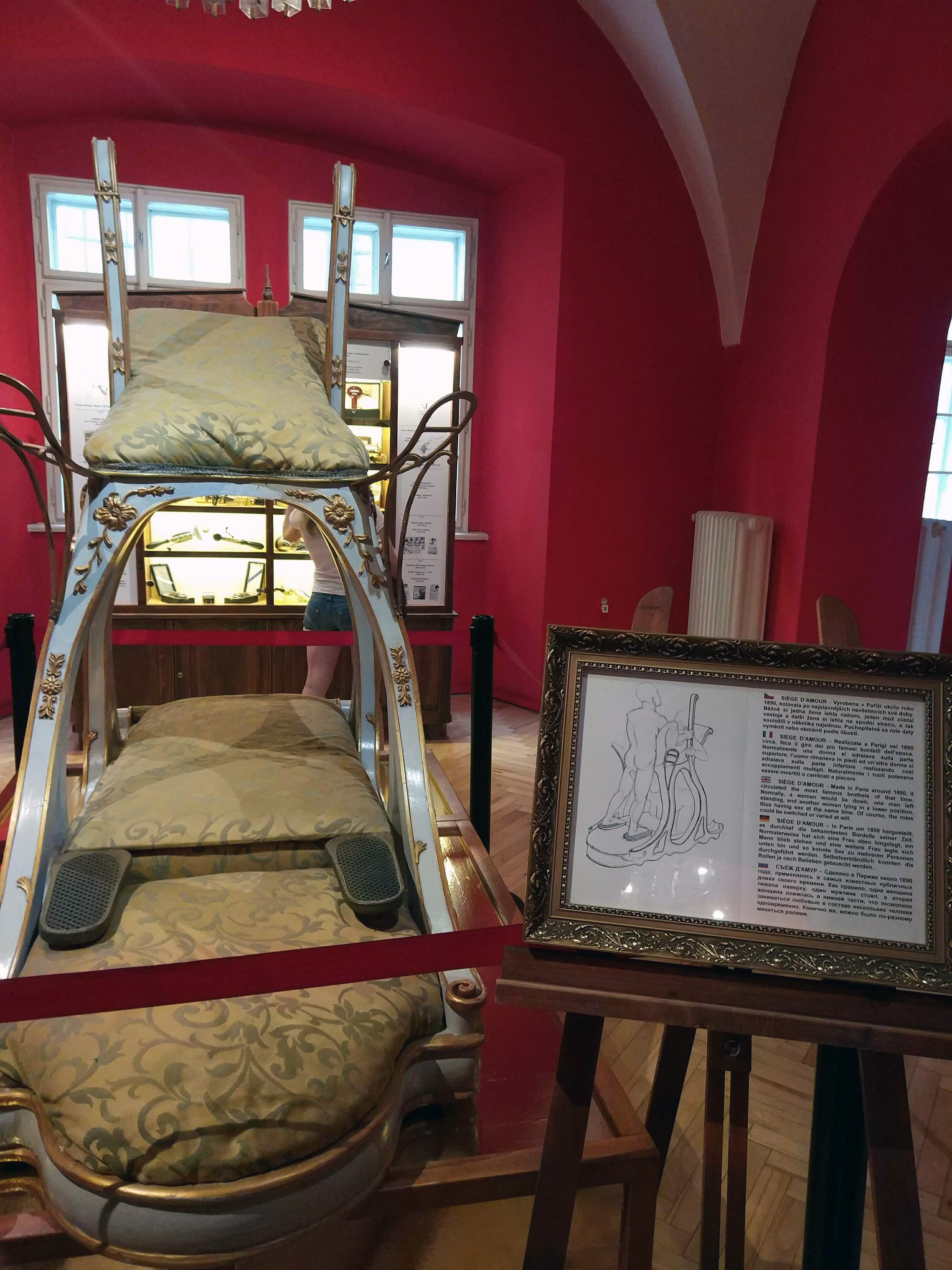
Pezzo simile a Praga, Repubblica Ceca

La sedia dell'amore era un congegno creato da un fabbricante di mobili francese per consentire al corpulento re britannico Edoardo VII di fare sesso con due donne contemporaneamente, proteggendole dall'essere schiacciate dal suo peso.
Edoardo era noto per le sue relazioni con le più famose aristocratiche francesi, prostitute, attrici e ballerine di cancan. Suo padre, Alberto, venuto a conoscenza della sua licenziosità, lo definì "depravato". Era infatti un frequentatore abituale del bordello più raffinato e lussuoso della Parigi vittoriana, Le Chabanais; qui era stata installata la sedia, progettata specificamente per soddisfare i suoi gusti sessuali. Creata dal produttore di mobili Soubrier, nel 2018 risultava ancora di proprietà della famiglia Soubrier; nel 2015 era stata inclusa in una mostra al museo d'Orsay.
Si sa che esistono almeno tre versioni della sedia, inclusa l'originale di proprietà della famiglia Soubrier. Esistono anche due repliche, una delle quali si trova nel Museo delle macchine del sesso, a Praga. L'altra replica venne messa in vendita nel febbraio del 2020 da un negozio di mobili antichi di New Orleans per 68.000 dollari.